# 네크로필리아
네크로필리아(Necrophilia)는 정신분석학자 에리히 프롬이 만든 범죄심리학 용어로 ‘시신·유골 애착증 환자’를 뜻한다. 시체, 죽음을 나타내는 그리스어 ‘νεκρός(nekros)’와 갈망을 뜻하는 ‘φιλία (philia)’를 합친 단어이다. Krafft-Ebing의 1866년 작품 Psychopathia Sexualis에서 처음 거론되었다. 시신을 곁에 두려는 도착증 등 다양한 모습으로 표출된다. 이러한 행위는 윤리적, 법적으로 모두 금지되어있다.

## 성적 표출
시체와 성관계를 맺거나 시체를 보며 자위행위를 함으로써 성적 흥분을 느끼는 경우이다. 성병의 감염 위험이 매우 높으며 이러한 행위 자체로도 범죄지만 부수적으로 다른 범죄도 수반되는 경우가 대부분이다. (시신 절도, 시신 유기, 살해 등)

## 관련 사건
2011년 7월 18일 청주의 남고생 A군이 자살로 추정되는 추락사한 60대 할머니 B씨의 시체를 흉기로 찌르고 성폭행했다는 혐의를 인정했다. A군은 "게임을 하다가 밖으로 나왔는데 한 할머니가 아파트 화단에 숨져있다"고 신고했다. 경찰은 B씨의 옷이 벗겨져 있고 고교생 A군 진술이 오락가락한 점을 수상히 여기고 집중 추궁한 결과, 고교생 A군이 자살한 B씨의 시신을 성폭행했다는 자백을 받아냈다.
2011년 11월 9일 러시아의 남성 아나톨리 모스크빈(45)이 인근 묘지에서 파낸 15~25세의 여성 시신 29구와 같이 동거한 사실이 드러났다. 미라화된 시신들은 색색의 화려한 의상 차림에 머리는 스카프로 치장했으며, 손과 얼굴 등은 천으로 덮여 있었고 몇몇 시신들은 의자에 앉아 다리를 꼬고 있었다. 경찰에 따르면 그는 무덤에서 시신과 함께 가져온 의상으로 시신을 꾸몄으며, 그가 시신 치장을 위해 참고한 것으로 보이는 인형들과 인형 만들기 설명서도 발견됐다. 모스크빈은 특히 오르골, 심장 모양의 봉제 장난감, 비누와 스타킹 등을 시신들의 가슴 속에 넣어 장식하는 기괴한 행태를 보인 것으로 나타났다.

## 같이 보기
- 이상성욕
- 사이코패스
- 복상사
- 성도착